# Wereldkampioenschappen openwaterzwemmen 2013 - 25 kilometer vrouwen
De 25 kilometer openwaterzwemmen voor vrouwen tijdens de wereldkampioenschappen openwaterzwemmen 2013 vond plaats op 26 juli 2013 in het Moll de la Fusta in Barcelona.

## Uitslag
| Rang   | Naam                        | Land             | Tijd      |
| ------ | --------------------------- | ---------------- | --------- |
| Goud   | Martina Grimaldi            | Italië           | 5:07:19.7 |
| Zilver | Angela Maurer               | Duitsland        | 5:07:19.8 |
| Brons  | Eva Fabian                  | Verenigde Staten | 5:07:20.4 |
| 4      | Alice Franco                | Italië           | 5:07:22.9 |
| 5      | Ana Marcela Cunha           | Brazilië         | 5:07:23.4 |
| 6      | Christine Jennings          | Verenigde Staten | 5:07:32.3 |
| 7      | Margarita Dominguez Cabezas | Spanje           | 5:11:55.5 |
| 8      | Yumi Kida                   | Japan            | 5:16:25.7 |
| 9      | Lei Shan                    | China            | 5:16:34.3 |
| 10     | Alexandra Sokolova          | Rusland          | 5:18:14.3 |
| 11     | Yang Dandan                 | China            | 5:19:13.7 |
| 12     | Celia Barrot                | Frankrijk        | 5:20:31.8 |
| 13     | Paola Pérez                 | Venezuela        | 5:22:40.1 |
| 14     | Silvie Rybářová             | Tsjechië         | 5:22:42.4 |
| 15     | Julia Lucila Arino          | Argentinië       | 5:22:47.0 |
| 16     | Vicenia Navarro             | Venezuela        | 5:23:31.8 |
| 17     | Nadine Williams             | Canada           | 5:42:17.9 |
| 18     | Xeniya Romanchuk            | Kazachstan       | 5:43:40.5 |
|        | Wasella Hussien             | Egypte           | OTL       |
|        | Svenja Zihsler              | Duitsland        | DNF       |
|        | Olga Beresnyeva             | Oekraïne         | DNF       |
|        | Barbora Picková             | Tsjechië         | DNF       |